# Shari Eubank
Shari Eubank (Albuquerque, 12 giugno 1947) è un'attrice statunitense.

## Biografia
Ha interpretato solo due film: il cult movie Supervixens, diretto da Russ Meyer nel 1975, e Chesty Anderson, USN, l'anno successivo. In Supervixens ha interpretato due ruoli: SuperAngelica, donna possessiva e scatenata, e SuperVixen, donna angelica che alla fine verrà salvata dal protagonista. La sua interpretazione nel film di Meyer l'ha resa un'icona tra gli amanti del genere exploitation.

## Filmografia
- Supervixens di Russ Meyer (1975)
- Chesty Anderson, USN di Ed Forsyth (1976)